# Большой Шельмас
Большой Шельмас — река в России, протекает в Котласском и Вилегодском районах Архангельской области и Лузском районе Кировской области. Устье реки находится в 117 км по левому берегу реки Лала. Длина реки составляет 11 км.
Исток реки в холмистой тайге в 17 км к юго-западу от села Никольск. Исток расположен на водоразделе рек Юг и Вычегда, рядом берёт начало река Городишна. В верхнем течении течёт по Котласскому району, в среднем течении преодолевает небольшой участок по Вилегодскому району, после чего возвращается в Котласский. В нижнем течении перетекает в Лузский район. Река течёт на юг, всё течение проходит по ненаселённому лесному массиву. Незадолго до устья принимает справа приток Малый Шельмас. Впадает в Лалу у нежилой деревни Желтиково. Ширина реки на всём протяжении не превышает 10 метров.

## Данные водного реестра
По данным государственного водного реестра России и геоинформационной системы водохозяйственного районирования территории РФ, подготовленной Федеральным агентством водных ресурсов:
- Бассейновый округ — Двинско-Печорский
- Речной бассейн — Северная Двина
- Речной подбассейн — Малая Северная Двина
- Водохозяйственный участок — Юг
- Код водного объекта — 03020100212103000013096